# 애플 레코드
애플 레코드(Apple Records)는 영국의 음반 회사이며, 1968년 비틀즈 멤버인 존 레논, 폴 매카트니, 조지 해리슨, 링고 스타가 설립한 애플 코어의 자회사이다.  이 레이블에서 출시한 최초의 음반은 1968년 11월 11일에 나온 존 레논과 오노 요코의 《Two Virgins》였고 최초 비틀즈 음반은 1968년 11월 25일에 나온 《The Beatles》 (별칭 "The White Album")이었다.
이 음반 회사는 1974년 비틀즈 권리에 대한 법정 소송에서 승리함으로써 전성기를 구가했으며 1976년까지 새로운 음반을 발매했고, 1984년까지 흑자를 내다가 그 이후로는 적자 상태를 면치 못했다.
비틀즈의 마지막 영화 《Let It Be》의 끝 장면에 나오는 공연실황은 애플 레코드 건물의 옥상에서 행해진 것이다.
애플 레코드는 컴퓨터 회사인 애플 컴퓨터와 오랜 기간 동안 상표권 분쟁 소송을 가졌었다.

## 소속 가수
애플 레코드 소속이었던 가수로는 메리 홉킨, 배드핑거, 존 포스터, 빌리 프레스턴 등이 있다.